# マチン科
マチン科（マチンか、Loganiaceae）は双子葉植物の科のひとつ。

## 特徴
木本または草本、つる性のものも多い。花は4または5数で、花弁は筒状またはラッパ状になる。葉は対生。世界の熱帯を中心に15属400種ほどがあり、日本には3属7種がある。マチン（ストリキニーネを含む）や、ツボクラリンを含む数種の植物など、有毒植物が多い。

## 分類
マチン科はかつてはフジウツギ科（Buddlejaceae）と一緒にされていた（学名は
Loganiaceae、和名はフジウツギ科だった）が、分離された。アイナエ属は分離当初はフジウツギ科とされていた。現在でも文献に混乱が見られる。APG IVでは Loganiaceae がリンドウ目下に置かれる一方、旧来のフジウツギ科はAndroya属やフジウツギ属（Buddleja）がゴマノハグサ科、ヌクシア属（Nuxia）がスティルベ科（Stilbaceae）に分割されている上に両科ともシソ目の下という位置付けとなっており、系統的に離れた関係とされている。
また、APG体系が発表される以前はAnthocleista属、ゴムミカズラ属（Fagraea）、ゲルセミウム属（Gelsemium）、Mostuea属は Loganiaceae に含められていたが、APG IVではAnthocleista属やゴムミカズラ属はリンドウ科に、ゲルセミウム属やMostuea属はゲルセミウム科（Gelsemiaceae）に置かれている。

## 属
分類については Hassler (2019)、米倉・梶田 (2013-)、World Flora Online を参照。
- Antonia - A. ovata 1種のみ
- Bonyunia
- ホウライカズラ属 Gardneria - チトセカズラ、（リュウキュウ）ホウライカズラ（G. nutans; 別名: リュウキュウチトセカズラ、エイシュウカズラ）
- オガサワラモクレイシ属 Geniostoma - オガサワラモクレイシ（G. fagraeoides; シノニム: G. glabrum）、（シマ）モクレイシモドキ（G. rupestre）
- （Labordia）→ Geniostoma[1]
- Logania
- アイナエ属 Mitrasacme - ヒメナエ（M. indica[注 2]）、アイナエ（M. pygmaea）
- Mitreola
- Neuburgia
- Norrisia
- Spigelia - スピゲリア（S. anthelmia）
- マチン属 Strychnos - タカラマメ（S. ignatii）[5]、マチン
- Usteria - U. guineensis 1種のみ

また2014年にはC・S・P・フォスター（C. S. P. Foster）と B. J. Conn により Telopea 16: 152–155 でオーストラリア産植物13種からなる Orianthera という新属が記載された。